# كوايك كون
كوايك كون (بالإنجليزية: QuakeCon)‏ هو مؤتمر سنوي تعقده زيني ماكس ميديا من أجل التسويق والاحتفاء بسلاسل الألعاب المشهورة لشركة إد سوفتوير بالإضافة إلى الإستوديوهات الأخرى التي تلمكها زيني ماكس ويجري في دالاس (تكساس) في الولايات المتحدة. الحدث أخذ اسمه من لعبة إد سوفتوير كوايك. يحضر إليه الآلاف من محبي الألعاب من جميع أنحاء العالم.
هذا الحدث يعتمد بشكل كبير على المتطوعين لتغطية العديد من جوانب التنظيم، كما يعتبر «وودستوك ألعاب الفيديو».

## وصلات خارجية
- الموقع الإلكتروني